# Янченко, Владимир Ананьевич
Владимир Ананьевич Янченко (1882—не ранее декабря 1921) — российский и украинский военный деятель, полковник российской императорской армии, генерал-хорунжий Армии УНР.

## Биография
Из потомственных почётных граждан. Обучался в Полтавском реальном училище. В 1903 году окончил по 1-му разряду Киевское военное училище. Направлен подпоручиком (1903) в 201-й Лебединский резервный батальон. С 1906 года — поручик. Штабс-капитан (1910). Переведен в 129 пехотный Бессарабский полк. После объявления мобилизации переведен в Переяславский 277-й пехотный полк.
Участник Первой мировой войны в рядах того же полка. В звании капитана командовал ротой и батальоном (1915). Подполковник (1916). Служил помощником командира полка (27.01.-01.03.1917). Полковник (с 08.02.1917).
С 01.03.1917 года — командир 277-го пехотного Переяславского полка.
С конца 1917 года в Армии УНР. С 9.12.1917 год командовал 3-м Украинским запасным полком в Чернигове, сформированным на базе 1-го и 13-го пехотных запасных полков русской армии. Демобилизован 10.02.1918 г.
Состоял в Черниговском коше Украинского казачества: войсковой писарь (с 23.10.1918), помощник атамана коша (с 27.11.1918). Черниговский губернский комендант (с 16.12.1918) и начальник 5-го Черниговского корпуса войск Директории УНР (18.12.1918-08.03.1919). В резерве старшин штаба Действующей армии УНР (с 08.03.1919). Начальник 17-й дивизии (с 07.05.1919). Командир 3-го пешего Подольского полка, сформированного из остатков 17-й дивизии (с 31.05.1919). Начальник 4-й Холмской дивизии (с 04.06.1919).
В распоряжении начальника Генерального штаба Действующей армии УНР (с 05.09.1919). Начальник 3-го этапного участка (с 05.10.1919). В распоряжении штаба Киевской дивизии (с 06.12.1919). Участник 1-го Зимнего похода войск УНР.
11.02.-03.03.1920 исполнял обязанности начальника Киевской дивизии. Штаб-офицер для особых поручений штаба той же дивизии (с 06.04.1920). Второй помощник командира 4-й Киевской дивизии (с 17.09.1920). Врио командира 10-й бригады той же дивизии (с 23.12.1920). Исполнял обязанности начальника 4-й Киевской дивизии (20.04.-14.05.1921, 21-28.06.1921, 19-24.07.1921).
Находился в лагере для интернированных войск УНР в Польше в Александруве-Куявском, откуда выбыл 22.10.1921 для участия во 2-м Зимнем походе войск УНР.
С 27.10.1921 года командовал Киевской повстанческой дивизией. Генерал-хорунжий (с 01.11.1921).
После провала похода вернулся 14.12.1921 года в тот же лагерь для интернированных войск УНР в Польше и занял должность начальника 4-й Киевской дивизии армии УНР.
Жил в эмиграции в Польше. До 1934 года находился на генеральском учёте эмигрантского правительства УНР. Дальнейшая судьба неизвестна.

## Награды
- орден Святой Анны 2-й степени с мечами (1915);
- орден Святой Анны 3-й степени с мечами и бантом (1915);
- орден Святого Владимира 4-й степени с мечами и бантом (1915);
- орден Святого Станислава 2-й степени с мечами (1915);
- орден Святой Анны 4-й степени (1916)
- Орден «Железный крест» (Украинская Народная Республика)